# 勝負未決
《勝負未決》（英語：In Dubious Battle）是一部2016年美國劇情片，由詹姆斯·法蘭科執導並與安德烈·伊爾沃里諾、文斯·若利韋特、史考特·李德、朗·辛格、艾莉絲·托雷斯共同擔任監製。電影改編自約翰·史坦貝克的1936年小說《In Dubious Battle》。由法蘭科、納特·沃爾夫、席琳娜·戈梅茲、文森·唐諾佛利歐、勞勃·杜瓦、艾德·哈里斯、布萊恩·克萊斯頓、山姆·謝普、札克·布瑞夫和喬許·哈契森主演。該片2016年9月3日在第73屆威尼斯影展上作全球首映，2017年2月17日美國有限上映。

## 劇情
故事背景設定於1930年的加利福尼亞州，敘述一群採摘蘋果的勞工組成組織來與資方抗爭，以爭取自身應有的權利。

## 演員
- 詹姆斯·法蘭科 飾 Mac McLeod
- 納特·沃爾夫 飾 Jim Nolan
- 席琳娜·戈梅茲 飾 Lisa
- 文森·唐諾佛利歐 飾 Al Anderson
- 勞勃·杜瓦 飾 Chris Bolton
- 艾德·哈里斯 飾 Joy
- 布萊恩·克萊斯頓 飾 警長
- 山姆·謝普 飾 Mr. Anderson
- 札克·布瑞夫 飾 Connor
- 喬許·哈契森 飾 Vinne
- 丹尼·麥布萊 飾 Tramp
- 基根·阿倫 飾 Eddie
- 史考特·荷茲 飾 Frank

## 製作

### 拍攝
正式拍攝於2015年3月19日在喬治亞州的亞特蘭大進行，杜魯斯的東南鐵路博物館也作為取景地，其他取景地點如博斯特威克和華盛頓州的雅基馬。電影於2015年4月殺青。

## 發行
電影最先於2016年9月3日在第73屆威尼斯影展上作全球首映。並於2016年9月12日在2016年多倫多國際影展的「特別放映」單元展出。

## 外部連結
- 互联网电影数据库（IMDb）上《勝負未決》的资料（英文）